# 山錦善治郎
山錦 善治郎（やまにしき ぜんじろう、1898年4月17日 - 1972年5月27日）は、大阪府大阪市大淀区（現在の北区）出身で出羽海部屋所属の元大相撲力士。本名は山田 善次郎（やまだ ぜんじろう）。最高位は東関脇。現役時代の体格は173cm、107kg。

## 来歴
魚屋の次男に生まれ、関西大学専門部に進んで学生相撲で活躍、大学を中退して同郷の横綱大錦卯一郎を慕って出羽海部屋に入門した。四股名の山錦は本名と大錦の名から一文字ずつ取ったものである。1917年5月場所に初土俵を踏む。その後1922年1月場所に十両に昇進して2場所で通過、1923年1月場所で新入幕を果たす。
1927年10月場所で自己最高位の関脇に昇進したのをはじめ常に幕内上位で活躍、前頭5枚目で迎えた1930年5月場所では3日目に新大関玉錦に初黒星をつけると10日目に横綱宮城山も破り11戦全勝で平幕優勝を果たし、同時に平幕全勝優勝の第1号となった。
学生時代から押し一本槍の取り口。出足が鋭く猪突猛進という言葉がぴったりだった。ぶちかましのたびに鼻を痛めるので、ついには医者に頼んで鼻骨を削ってしまったという。立合いの駆け引きにも長け、玉錦などは山錦がなかなか手をつかないので苛立つうちに先に立たれ押し切られるなど、1勝4敗と苦手にした。また宮城山にも強く、すべて金星での3連勝（1930年5月場所～1931年1月場所）を含む7勝6敗（他1不戦勝、1引分）と勝ち越した。幕内通算成績も勝ち越しており、昭和初期の角界における実力者だったといえる。
しかし1932年1月の春秋園事件で関脇天竜、大関大ノ里らとともに相撲協会を脱退し新興力士団に加わり、関西角力協会では明晰な頭脳を買われ天竜の参謀格となった。大阪出身で地元に後援者を持っていたことが、天竜一派が大阪を地盤とする上で役立ったともいわれる。
1937年12月の解散まで天竜と行動をともにした。山錦は脱退力士の協会帰参に奔走したが、後の娘の証言によると「弓引き役となった自分は絶対に（協会に）戻ってはあかんと思った」とのことであり、1938年頃には相撲界から身を引いた。その後は「山錦旅館」やプラスチック工場などを経営した。
奇しくも山錦が亡くなった翌日、同じ学生相撲出身の関脇輪島が1972年5月場所で幕内初優勝を果たした。大学出身者の幕内最高優勝は山錦以来42年ぶりのことだった。
また大阪府出身の幕内力士の優勝は、1930年5月場所で山錦が達成して以来絶えて久しかったが、2016年9月場所で出羽海一門の境川部屋に所属する豪栄道豪太郎（大阪府寝屋川市出身）が初優勝を決め、山錦以来、実に86年ぶりとなる幕内最高優勝となった。

## 主な成績
- 通算成績：189勝145敗15休1分5預 勝率.566
- 幕内成績：155勝132敗15休1分3預 勝率.540
- 現役在位：39場所
- 幕内在位：28場所
- 三役在位：10場所（関脇2場所、小結8場所）
- 金星：6個（宮城山5個、西ノ海1個）脱退当時の最高記録であった。
- 各段優勝
  - 幕内最高優勝：1回（1930年5月場所＝全勝）

### 場所別成績
| 1917年 （大正6年） | x                      | x                     | （前相撲）             | x                 |
| 1918年 （大正7年） | 西序ノ口28枚目 2–2 1預 | x                     | 東序ノ口5枚目 3–2      | x                 |
| 1919年 （大正8年） | 東序二段44枚目 2–1     | x                     | 西序二段24枚目 5–0     | x                 |
| 1920年 （大正9年） | 西三段目36枚目 3–1     | x                     | 西三段目4枚目 4–1      | x                 |
| 1921年 （大正10年） | 東幕下29枚目 3–1 1預   | x                     | 西幕下10枚目 4–1       | x                 |
| 1922年 （大正11年） | 西十両10枚目 3–2       | x                     | 西十両4枚目 5–2        | x                 |
| 1923年 （大正12年） | 東前頭15枚目 5–5       | x                     | 西前頭11枚目 4–1–5 1預 | x                 |
| 1924年 （大正13年） | 西前頭3枚目 4–6        | x                     | 東前頭6枚目 7–2–1 1預  | x                 |
| 1925年 （大正14年） | 東前頭2枚目 6–4–1      | x                     | 西前頭筆頭 5–5 1預     | x                 |
| 1926年 （大正15年） | 西張出小結 3–8         | x                     | 東前頭4枚目 6–5 ★      | x                 |
| 1927年 （昭和2年） | 西小結 2–9             | 西小結 7–3 1痛分 旗手 | 西前頭4枚目 7–4 ★      | 東関脇 7–3–1      |
| 1928年 （昭和3年） | 東前頭筆頭 6–5 ★       | 西関脇 6–5            | 西前頭筆頭 8–3         | 西前頭筆頭 5–6    |
| 1929年 （昭和4年） | 東小結 6–5             | 東小結 6–5            | 東前頭筆頭 6–5         | 東前頭筆頭 2–9    |
| 1930年 （昭和5年） | 東前頭7枚目 6–5        | 東前頭7枚目 6–5       | 東前頭5枚目 11–0 ★     | 東前頭5枚目 5–6 ★ |
| 1931年 （昭和6年） | 西前頭筆頭 5–6 ★       | 西前頭筆頭 8–3        | 東張出小結 0–4–7       | 東張出小結 6–5    |
| 1932年 （昭和7年） | 西前頭4枚目 – 脱退     | x                     | x                      | x                 |
| 各欄の数字は、「勝ち-負け-休場」を示す。 優勝 引退 休場 十両 幕下 三賞：敢=敢闘賞、殊=殊勲賞、技=技能賞 その他：★=金星 番付階級：幕内 - 十両 - 幕下 - 三段目 - 序二段 - 序ノ口 幕内序列：横綱 - 大関 - 関脇 - 小結 - 前頭（「#数字」は各位内の序列） |                        |                       |                        |                   |

- 1924年5月、1925年1月、1927年10月場所の1休はそれぞれ相手力士の休場によるもの

## 改名歴
- 山錦 善治郎（やまにしき ぜんじろう）1917年5月場所 - 1932年1月場所